# Вирусоподобные частицы
Вирусоподобные частицы (ВПЧ; англ. virus-like particles, VLP) — молекулярные комплексы, похожие на вирусы, но не способные к инфицированию, поскольку не содержат вирусного генома. VLP могут формироваться естественным путём или синтезироваться посредством индивидуальной экспрессии вирусных структурных белков, которые в ходе самосборки образуют вирусоподобную структуру. Комбинации структурных белков капсида из разных вирусов можно использовать для создания рекомбинантных VLP.

## Описание
Впервые VLP, происходящие от вируса гепатита B (HBV) и состоящие из небольшого поверхностного антигена HBsAg, были описаны в 1968 году на основе сывороток пациентов. VLP были получены из компонентов самых разных семейств вирусов, включая парвовирусы (например, аденоассоциированный вирус), ретровирусы (например, ВИЧ), Flaviviridae (например, вирус гепатита C), парамиксовирусы (например, генипавирусы) и бактериофаги (например, Qβ, AP205). VLP могут быть получены в различных системах культур клеток, включая культуры бактерии, линии клеток млекопитающих, линии клеток насекомых, дрожжевые и растительные клетки.
К VLP могут также относиться структуры, продуцируемым некоторыми ретротранспозонами LTR (относящимися к Ortervirales) в природе. Это дефектные незрелые вирионы, иногда содержащие генетический материал, которые, как правило, неинфекционны из-за отсутствия функциональной вирусной оболочки. Кроме того, осы продуцируют полиднавирусные векторы с патогенными генами (но не коровыми вирусными генами) или агенные VLP, чтобы помочь контролировать своего хозяина.

## Использование
В биотехнологии VLP являются потенциальной платформой или системой доставки генов или других терапевтических средств. Было показано, что эти агенты доставки лекарств эффективно воздействуют на раковые клетки in vitro. Предполагается, что VLP могут накапливаться в участках опухоли из-за повышенной проницаемости и удерживающего эффекта, что может быть полезно для доставки лекарств или визуализации опухоли.

### В вакцинах
Вирусоподобные частицы могут применяться в качестве вакцин. Они содержат конформационные вирусные эпитопы, способные вызывать сильный T- и B-клеточный иммунный ответ. Небольшой радиус частиц, примерно 20-200 нм, обеспечивает эффективную доставку в лимфатические узлы. Поскольку вирусоподобные частицы не могут реплицироваться, они представляют собой более безопасную альтернативу аттенуированным вирусам. Вирусоподобные частицы используются в производстве одобренных FDA и доступных на рынке вакцин против гепатита B и вируса папилломы человека.
К вакцинам против вируса папилломы человека на основе вирусоподобных частиц относятся Церварикс производства компании GlaxoSmithKline, а также Гардасил и Гардасил-9 производства компании Merck & Co. Гардасил состоит из рекомбинантных вирусоподобных частиц, собранных из L1 белков вируса папилломы человека типов 6, 11, 16 и 18, экспрессированных в дрожжах. Вакцина также содержит сульфат гидроксифосфата алюминия в качестве адъюванта. Гардасил-9, в дополнение к перечисленным эпитопам L1, также содержит L1 эпитопы 31, 33, 45, 52 и 58. Церварикс, в свою очередь, состоит из рекомбинантных вирусоподобных частиц, собранных из белков L1 вируса папилломы человека типов 16 и 18, экспрессированных в клетках насекомых, и дополнен 3-О-десацил-4-монофосфориллипидом (MPL) A и гидроксидом алюминия.
Первая вакцина против малярии на основе вирусоподобных частиц, Mosquirix (RTS,S), одобрена регулирующими органами ЕС. Частицы производятся в клетках дрожжей. RTS,S представляет собой часть белка циркумспорозоита Plasmodium falciparum, соединенного с поверхностным антигеном гепатита B (RTS), в сочетании с поверхностным антигеном гепатита B (S) и с адъювантом AS01 (состоит из (MPL)A и сапонина).
Производство подобной вакцины может начаться сразу после секвенирования штамма вируса и может занять всего 12 недель по сравнению с 9 месяцами для традиционных вакцин. Вакцины против гриппа на основе вирусоподобных частиц в ранних клинических испытаниях предположительно обеспечивали полную защиту как от вируса гриппа A подтипа H5N1, так и от гриппа, вызвавшего пандемию 1918 года. Собственные вакцины против гриппа на основе вирусоподобных частиц испытывали компании Novavax и Medicago Inc. Novavax испытывает вакцину на основе вирусоподобных частиц против COVID-19.
Вирусоподобные частицы использовались для разработки вакцины-кандидата против вируса чикунгуньи, проходящей доклинические испытания.

### В биологии
Вирусоподобные частицы были разработаны как метод изучения интегральных мембранных белков. VLP представляют собой стабильные, гомогенные частицы с высокой степенью очистки. Они могут быть сконструированы таким образом, чтобы содержать высокие концентрации определённого мембранного белка, находящегося в нативной конформации. Интегральные мембранные белки участвуют во множестве биологических функций. Они являются мишенями около 50 % существующих терапевтических препаратов. Однако из-за их гидрофобных доменов мембранные белки трудно изучать вне живых клеток. VLP могут включать в себя широкий спектр структурно неповреждённых мембранных белков, включая рецепторы, связанные с G-белками (GPCR), ионные каналы и вирусные оболочки. VLP обеспечивают платформу для множества приложений, включая скрининг антител, производство иммуногенов и анализы связывания лигандов
.

## Сборка VLP
Понимание самосборки VLP изначально основывалось на сборке собственно вирусов, что рационально, если сборка VLP происходит внутри клетки-хозяина (in vivo), процесс которой был обнаружен in vitro с самого начала исследования сборки вирусов. Известно, что сборка VLP in vitro конкурирует с агрегацией, в то время как внутри клетки существуют определённые механизмы, предотвращающие образование агрегатов во время сборки.